# Distància de Levenshtein
La distància de Levenshtein també anomenada distància d'edició o distància entre paraules és en teoria de la informació i la informàtica, el nombre mínim d'edicions requerides per a transformar una cadena de caràcters en una altra. Una edició pot ser la inserció, la supressió o la substitució d'un caràcter. Porta el nom del matemàtic i científic rus Vladimir Levenshtein, que va considerar aquesta distància el 1965. És útil en programes que determinen com són de similars dues cadenes de caràcters, com és el cas dels correctors ortogràfics, els sistemes de correcció per al reconeixement òptic de caràcters i el programari per ajudar a la traducció del llenguatge natural basat en la memòria de traducció.

## Definició
Matemàticament, la distància de Levenshtein entre dues cadenes {\displaystyle a,b} (de longitud {\displaystyle |a|} i {\displaystyle |b|} respectivament) està donat per {\displaystyle \operatorname {lev} _{a,b}(|a|,|b|)} on
{\displaystyle \qquad \operatorname {lev} _{a,b}(i,j)={\begin{cases}\max(i,j)&{\text{ if}}\min(i,j)=0,\\\min {\begin{cases}\operatorname {lev} _{a,b}(i-1,j)+1\\\operatorname {lev} _{a,b}(i,j-1)+1\\\operatorname {lev} _{a,b}(i-1,j-1)+1_{(a_{i}\neq b_{j})}\end{cases}}&{\text{ d'una altra manera.}}\end{cases}}}
on {\displaystyle 1_{(a_{i}\neq b_{j})}} és la funció indicatriu igual a 0 quan {\displaystyle a_{i}=b_{j}} i igual a 1 d'una altra manera, i {\displaystyle \operatorname {lev} _{a,b}(i,j)} és la distància entre els primers {\displaystyle i} caràcters de {\displaystyle a} i els primers {\displaystyle j} caràcters de {\displaystyle b}.
S'ha de tenir en compte que el primer element al mínim correspon a la supressió (des de {\displaystyle a} fins a {\displaystyle b}), el segon a la inserció i el tercer a coincidir o no coincidir, depenent de si els respectius símbols són iguals.

### Exemple
Per exemple, la distància de Levenshtein entre "paper" i "carrer" és de 3 perquè es necessiten com a mínim tres edicions per passar d'una cadena de caràcters a una altra, i no hi ha manera de fer-ho en menys edicions.
1. paper → caper (substitució de la 'p' per la 'c')
2. caper → carer (substitució de la 'p' per la 'r')
3. carer → carrer (inserció de la 'r' entre la 'r' i la 'e')

## Relació amb altres mètodes de càlcul de distància d'edició
La Distància Levenshtein no és l'única forma coneguda de calcular la distància d'edició. Hi ha variacions que es poden obtenir en canviar el conjunt d'operacions permeses edició. Per exemple:
- La longitud de la subseqüència comuna més llarga s'obté només a partir de la inserció i la supressió.
- La distància de Damerau-Levenshtein permet la inserció, la supressió, la substitució i a més la transposició de dos caràcters adjacents.
- La distància de Hamming només permet la substitució (i per tant, només s'aplica a les cadenes de caràcters de la mateixa longitud).

La distància d'edició, en general, es defineix com un indicador parametritzable en el qual està disponible un repertori d'operacions d'edició, i a cada operació se li assigna un cost (pot ser infinit). Això és més generalitzat pels algorismes d'alineament de seqüències d'ADN, com ara l'algorisme de Smith-Waterman, que fan que el cost d'una operació depengui d'on s'apliqui.

## L'algorisme
Es tracta d'un algorisme de tipus bottom-up (de baix a dalt) comú en la programació dinàmica. S'utilitza una matriu (n + 1) × (m + 1), on n i m són les longituds de les cadenes de caràcters. A continuació l'algorisme en pseudocodi per a una funció LevenshteinDistance, que agafa dues cadenes de caràcters, str1 de longitud lenStr1 i str2 de longitud lenStr2, i calcula la distància Levenshtein entre elles:
```
int
 LevenshteinDistance(
char
 str1[1..lenStr1], 
char
 str2[1..lenStr2])

// d is a table with lenStr1+1 rows and lenStr2+1 columns

declare
 
int
 d[0..lenStr1, 0..lenStr2]

// i and j are used to iterate over str1 and str2

declare
 
int
 i, j, cost
```

```
for
 i 
from
 0 
to
 lenStr1
d[i, 0] := i

for
 j 
from
 0 
to
 lenStr2
d[0, j] := j
```

```
for
 i 
from
 1 
to
 lenStr1

for
 j 
from
 1 
to
 lenStr2

if
 str1[i] = str2[j] 
then
 cost := 0

else
 cost := 1
d[i, j] := minimum(
d[i-1, j] + 1, 
// deletion

d[i, j-1] + 1, 
// insertion

d[i-1, j-1] + cost 
// substitution
```

)
```
return
 d[lenStr1, lenStr2]
```

L'invariant mantingut durant l'algorisme és que pugui transformar el segment inicial str1[1..i] en str2[1..j] amb un mínim de d[i,j] operacions. Al final, l'element ubicat a la part inferior dreta de la matriu conté el resultat.

## Implementació
A continuació es pot veure la implementació de la funció per a diferents llenguatges de programació. Altres llenguatges d'alt nivell com PHP o les funcions d'usuari de MySQL ja incorporen la implementació per a ser utilitzada.

### C++
```
#include
 
<string>

#include
 
<vector>

#include
 
<algorithm>

using
 
namespace
 
std
;

int
 
levenshtein
(
const
 
string
 
&
s1
,
 
const
 
string
 
&
s2
)

{

 
int
 
N1
 
=
 
s1
.
size
();

 
int
 
N2
 
=
 
s2
.
size
();

 
int
 
i
,
 
j
;

 
vector
<
int
>
 
T
(
N2
+
1
);

 
for
 
(
i
 
=
 
0
;
 
i
 
<=
 
N2
;
 
i
++
)

 
T
[
i
]
 
=
 
i
;

 
for
 
(
i
 
=
 
0
;
 
i
 
<
 
N1
;
 
i
++
)
 
{

 
T
[
0
]
 
=
 
i
+
1
;

 
int
 
corner
 
=
 
i
;

 
for
 
(
j
 
=
 
0
;
 
j
 
<
 
N2
;
 
j
++
)
 
{

 
int
 
upper
 
=
 
T
[
j
+
1
];

 
if
 
(
s1
[
i
]
 
==
 
s2
[
j
])

 
T
[
j
+
1
]
 
=
 
corner
;

 
else

 
T
[
j
+
1
]
 
=
 
min
(
T
[
j
],
 
min
(
upper
,
 
corner
))
 
+
 
1
;

 
corner
 
=
 
upper
;

 
}

 
}

 
return
 
T
[
N2
];

}

```

### C#
```
public
 
int
 
LevenshteinDistance
(
string
 
s
,
 
string
 
t
,
 
out
 
double
 
percentatge
)

{

 
percentatge
 
=
 
0
;

 
// d és una matriu amb m+1 files i n+1 columnes

 
int
 
cost
 
=
 
0
;

 
int
 
m
 
=
 
s
.
Length
;

 
int
 
n
 
=
 
t
.
Length
;

 
int
[,]
 
d
 
=
 
new
 
int
[
m
 
+
 
1
,
 
n
 
+
 
1
];
 

 
// Verifica que existeixi alguna cosa per comparar

 
if
 
(
n
 
==
 
0
)
 
return
 
m
;

 
if
 
(
m
 
==
 
0
)
 
return
 
n
;

 
// Omple la primera columna i la primera fila.

 
for
 
(
int
 
i
 
=
 
0
;
 
i
 
<=
 
m
;
 
d
[
i
,
 
0
]
 
=
 
i
++
)
 
;

 
for
 
(
int
 
j
 
=
 
0
;
 
j
 
<=
 
n
;
 
d
[
0
,
 
j
]
 
=
 
j
++
)
 
;

 
/// recorre la matriu omplint cada un dels pesos.

 
/// i columnes, j files

 
for
 
(
int
 
i
 
=
 
1
;
 
i
 
<=
 
m
;
 
i
++
)

 
{

 
// recorre per j

 
for
 
(
int
 
j
 
=
 
1
;
 
j
 
<=
 
n
;
 
j
++
)

 
{
 

 
/// si són iguals en posiciones equidistants el pes és 0

 
/// en cas contrari el pes és 1.

 
cost
 
=
 
(
s
[
i
 
-
 
1
]
 
==
 
t
[
j
 
-
 
1
])
 
?
 
0
 
:
 
1
;
 

 
d
[
i
,
 
j
]
 
=
 
System
.
Math
.
Min
(
System
.
Math
.
Min
(
d
[
i
 
-
 
1
,
 
j
]
 
+
 
1
,
 
//Supressió

 
d
[
i
,
 
j
 
-
 
1
]
 
+
 
1
),
 
//Inserció 

 
d
[
i
 
-
 
1
,
 
j
 
-
 
1
]
 
+
 
cost
);
 
//Substitució

 
}

 
}

 
/// Calculem el percentatge de canvis en la paraula.

 
if
 
(
s
.
Length
 
>
 
t
.
Length
)

 
percentatge
 
=
 
((
double
)
d
[
m
,
 
n
]
 
/
 
(
double
)
s
.
Length
);

 
else

 
percentatge
 
=
 
((
double
)
d
[
m
,
 
n
]
 
/
 
(
double
)
t
.
Length
);
 

 
return
 
d
[
m
,
 
n
];
 

}

```

### Java
Implementada com una classe estàtica.
```
public
 
class
 
LevenshteinDistance
 
{

 
private
 
static
 
int
 
minimum
(
int
 
a
,
 
int
 
b
,
 
int
 
c
)
 
{

 
if
(
a
<=
b
 
&&
 
a
<=
c
)

 
{

 
return
 
a
;

 
}
 

 
if
(
b
<=
a
 
&&
 
b
<=
c
)

 
{

 
return
 
b
;

 
}

 
return
 
c
;

 
}

 
public
 
static
 
int
 
computeLevenshteinDistance
(
String
 
str1
,
 
String
 
str2
)
 
{

 
return
 
computeLevenshteinDistance
(
str1
.
toCharArray
(),

 
str2
.
toCharArray
());

 
}

 
private
 
static
 
int
 
computeLevenshteinDistance
(
char
 
[]
 
str1
,
 
char
 
[]
 
str2
)
 
{

 
int
 
[][]
distance
 
=
 
new
 
int
[
str1
.
length
+
1
][
str2
.
length
+
1
]
;

 
for
(
int
 
i
=
0
;
i
<=
str1
.
length
;
i
++
)

 
{

 
distance
[
i
][
0
]=
i
;

 
}

 
for
(
int
 
j
=
0
;
j
<=
str2
.
length
;
j
++
)

 
{

 
distance
[
0
][
j
]=
j
;

 
}

 
for
(
int
 
i
=
1
;
i
<=
str1
.
length
;
i
++
)

 
{

 
for
(
int
 
j
=
1
;
j
<=
str2
.
length
;
j
++
)

 
{
 

 
distance
[
i
][
j
]=
 
minimum
(
distance
[
i
-
1
][
j
]+
1
,

 
distance
[
i
][
j
-
1
]+
1
,

 
distance
[
i
-
1
][
j
-
1
]+

 
((
str1
[
i
-
1
]==
str2
[
j
-
1
]
)
?
0
:
1
));

 
}

 
}

 
return
 
distance
[
str1
.
length
][
str2
.
length
]
;

 
}

}

```

### Perl
```
 
sub
 
fastdistance

 
{

 
my
 
$word1
 
=
 
shift
;

 
my
 
$word2
 
=
 
shift
;

 
return
 
0
 
if
 
$word1
 
eq
 
$word2
;

 
my
 
@d
;

 
my
 
$len1
 
=
 
length
 
$word1
;

 
my
 
$len2
 
=
 
length
 
$word2
;

 
$d
[
0
][
0
]
 
=
 
0
;

 
for
 
(
1
..
 
$len1
)
 
{

 
$d
[
$_
][
0
]
 
=
 
$_
;

 
return
 
$_
 
if
 
$_
!=
$len1
 
&&
 
substr
(
$word1
,
$_
)
 
eq

 
substr
(
$word2
,
$_
);

 
}

 
for
 
(
1
..
 
$len2
)
 
{

 
$d
[
0
][
$_
]
 
=
 
$_
;

 
return
 
$_
 
if
 
$_
!=
$len2
 
&&
 
substr
(
$word1
,
$_
)
 
eq

 
substr
(
$word2
,
$_
);

 
}

 
for
 
my
 
$i
 
(
1
..
 
$len1
)
 
{

 
my
 
$w1
 
=
 
substr
(
$word1
,
$i
-
1
,
1
);

 
for
 
(
1
..
 
$len2
)
 
{

 
$d
[
$i
][
$_
]
 
=
 
_min
(
$d
[
$i
-
1
][
$_
]
+
1
,
 

 
$d
[
$i
][
$_
-
1
]
+
1
,

 
$d
[
$i
-
1
][
$_
-
1
]
+
(
$w1
 
eq

 
substr
(
$word2
,
$_
-
1
,
1
)
 
?

 
0
 
:
 
1
));

 
}

 
}

 
return
 
$d
[
$len1
][
$len2
];

 
}

 
sub
 
_min

 
{

 
return
 
$_
[
0
]
 
<
 
$_
[
1
]

 
?
 
$_
[
0
]
 
<
 
$_
[
2
]
 
?
 
$_
[
0
]
 
:
 
$_
[
2
]

 
:
 
$_
[
1
]
 
<
 
$_
[
2
]
 
?
 
$_
[
1
]
 
:
 
$_
[
2
];

 
}

```

### Python
```
def
 
distance
(
str1
,
 
str2
):

 
d
=
dict
()

 
for
 
i
 
in
 
range
(
len
(
str1
)
+
1
):

 
d
[
i
]
=
dict
()

 
d
[
i
][
0
]
=
i

 
for
 
i
 
in
 
range
(
len
(
str2
)
+
1
):

 
d
[
0
][
i
]
 
=
 
i

 
for
 
i
 
in
 
range
(
1
,
 
len
(
str1
)
+
1
):

 
for
 
j
 
in
 
range
(
1
,
 
len
(
str2
)
+
1
):

 
d
[
i
][
j
]
 
=
 
min
(
d
[
i
][
j
-
1
]
+
1
,
 
d
[
i
-
1
][
j
]
+
1
,
 
d
[
i
-
1
][
j
-
1
]
+
(
not
 
str1
[
i
-
1
]
 
==
 
str2
[
j
-
1
]))

 
return
 
d
[
len
(
str1
)][
len
(
str2
)]

```

### Ruby
```
class
 
String

 
def
 
levenshtein
(
other
)

 
other
 
=
 
other
.
to_s

 
distance
 
=
 
Array
.
new
(
self
.
size
 
+
 
1
,
 
0
)

 
(
0
..
self
.
size
)
.
each
 
do
 
|
i
|

 
distance
[
i
]
 
=
 
Array
.
new
(
other
.
size
 
+
 
1
)

 
distance
[
i
][
0
]
 
=
 
i

 
end

 
(
0
..
other
.
size
)
.
each
 
do
 
|
j
|

 
distance
[
0
][
j
]
 
=
 
j

 
end

 
(
1
..
self
.
size
)
.
each
 
do
 
|
i
|

 
(
1
..
other
.
size
)
.
each
 
do
 
|
j
|

 
distance
[
i
][
j
]
 
=
 
[
distance
[
i
 
-
 
1
][
j
]
 
+
 
1
,

 
distance
[
i
][
j
 
-
 
1
]
 
+
 
1
,

 
distance
[
i
 
-
 
1
][
j
 
-
 
1
]
 
+
 
((
self
[
i
 
-
 
1
]
 
==
 
other
[
j
 
-
 
1
]
)
 
?
 
0
 
:
 
1
)
].
min

 
end

 
end

 
distance
[
self
.
size
][
other
.
size
]

 
end

end

puts
 
"casa"
.
levenshtein
 
"calle"
 
#=> 3

```

### PHP
```
<?

 
$lev
 
=
 
levenshtein
(
$input
,
 
$word
);

?>

```

### Delphi
```
function
 
LevenshteinDistance
(
Str1
,
 
Str2
:
 
String
)
:
 
Integer
;

var

 
d
 
:
 
array
 
of
 
array
 
of
 
Integer
;

 
Len1
,
 
Len2
 
:
 
Integer
;

 
i
,
j
,
cost
:
Integer
;

begin

 
Len1
:=
Length
(
Str1
)
;

 
Len2
:=
Length
(
Str2
)
;

 
SetLength
(
d
,
Len1
+
1
)
;

 
for
 
i
 
:=
 
Low
(
d
)
 
to
 
High
(
d
)
 
do

 
SetLength
(
d
[
i
]
,
Len2
+
1
)
;

 
for
 
i
 
:=
 
0
 
to
 
Len1
 
do

 
d
[
i
,
0
]
:=
i
;

 
for
 
j
 
:=
 
0
 
to
 
Len2
 
do

 
d
[
0
,
j
]
:=
j
;

 
for
 
i
:=
 
1
 
to
 
Len1
 
do

 
for
 
j
:=
 
1
 
to
 
Len2
 
do

 
begin

 
if
 
Str1
[
i
]
=
Str2
[
j
]
 
then

 
cost
:=
0

 
else

 
cost
:=
1
;

 
d
[
i
,
j
]
:=
 
Min
(
d
[
i
-
1
,
 
j
]
 
+
 
1
,
 
// deletion,

 
Min
(
d
[
i
,
 
j
-
1
]
 
+
 
1
,
 
// insertion

 
d
[
i
-
1
,
 
j
-
1
]
 
+
 
cost
)
 
// substitution

)
;

 
end
;

 
Result
:=
d
[
Len1
,
Len2
]
;

end
;

```

### VB.NET
```
 
Public
 
Function
 
Levenshtein
(
ByVal
 
s1
 
As
 
String
,
 
ByVal
 
s2
 
As
 
String
)
 
As
 
Integer

 
Dim
 
coste
 
As
 
Integer
 
=
 
0

 
Dim
 
n1
 
As
 
Integer
 
=
 
s1
.
Length

 
Dim
 
n2
 
As
 
Integer
 
=
 
s2
.
Length

 
Dim
 
m
 
As
 
Integer
(,)
 
=
 
New
 
Integer
(
n1
,
 
n2
)
 
{}

 
For
 
i
 
As
 
Integer
 
=
 
0
 
To
 
n1

 
m
(
i
,
 
0
)
 
=
 
i

 
Next

 
For
 
i
 
As
 
Integer
 
=
 
1
 
To
 
n2

 
m
(
0
,
 
i
)
 
=
 
i

 
Next

 
For
 
i1
 
As
 
Integer
 
=
 
1
 
To
 
n1

 
For
 
i2
 
As
 
Integer
 
=
 
1
 
To
 
n2

 
coste
 
=
 
If
((
s1
(
i1
 
-
 
1
)
 
=
 
s2
(
i2
 
-
 
1
)),
 
0
,
 
1
)

 
m
(
i1
,
 
i2
)
 
=
 
Math
.
Min
(
Math
.
Min
(
m
(
i1
 
-
 
1
,
 
i2
)
 
+
 
1
,
 
m
(
i1
,
 
i2
 
-
 
1
)
 
+
 
1
),
 
m
(
i1
 
-
 
1
,
 
i2
 
-
 
1
)
 
+
 
coste
)

 
Next

 
Next

 
Return
 
m
(
n1
,
 
n2
)

 
End
 
Function

```

### ActionScript 3.0
```
public
 
class
 
StringUtils
 

{
 

 
public
 
static
 
function 
levenshtein
(
s1
:
String
,
 
s2
:
String
):
int

 
{
		

 
if
 
(
s1
.
length
 
==
 
0
 
||
 
s2
.
length
 
==
 
0
)

	 
return
 
0
;

 
var
 
m
:
uint
 
=
 
s1
.
length
 
+
 
1
;

 
var
 
n
:
uint
 
=
 
s2
.
length
 
+
 
1
;

 
var
 
i
:
uint
,
 
j
:
uint
,
 
cost
:
uint
;

 
var
 
d
:
Vector
.<
Vector
.<
int
>>
 
=
 
new
 
Vector
.<
Vector
.<
int
>>();

 
for
 
(
i
 
=
 
0
;
 
i
 
<
 
m
;
 
i
++)

 
{

 
d
[
i
]
 
=
 
new
 
Vector.<int>
();

 
for
 
(
j
 
=
 
0
;
 
j
 
<
 
n
;
 
j
++)

 
d
[
i
][
j
]
 
=
 
0
;

 
}

			

 
for
 
(
i
 
=
 
0
;
 
i
 
<
 
m
;
 
d
[
i
][
0
]
 
=
 
i
++)
 
;

 
for
 
(
j
 
=
 
0
;
 
j
 
<
 
n
;
 
d
[
0
][
j
]
 
=
 
j
++)
 
;

 
for
 
(
i
 
=
 
1
;
 
i
 
<
 
m
;
 
i
++)

 
{

	 
for
 
(
j
 
=
 
1
;
 
j
 
<
 
n
;
 
j
++)

 
{
 

 
cost
 
=
 
(
s1
.
charAt
(
i
 
-
 
1
)
 
==
 
s2
.
charAt
(
j
 
-
 
1
))
 
?
 
0
 
:
 
1
;

 
d
[
i
][
j
]
 
=
 
Math
.
min
(
Math
.
min
(
d
[
i
 
-
 
1
][
j
]
 
+
 
1
,

 
d
[
i
][
j
 
-
 
1
]
 
+
 
1
),

 
d
[
i
 
-
 
1
][
j
 
-
 
1
]
 
+
 
cost
);

 
}

 
}

			

 
return
 
d
[
m
-
1
][
n
-
1
];

 
}

}

```

### ColdFusion
```
<cfscript>

function
 
levDistance
(
s
,
t
)
 
{

	
var
 
d
 
=
 
ArrayNew
(
2
);

	
var
 
i
 
=
 
1
;

	
var
 
j
 
=
 
1
;

	
var
 
s_i
 
=
 
"A"
;

	
var
 
t_j
 
=
 
"A"
;

	
var
 
cost
 
=
 
0
;

	
	
var
 
n
 
=
 
len
(
s
)
+
1
;

	
var
 
m
 
=
 
len
(
t
)
+
1
;

	
	
d
[
n
][
m
]
=
0
;

	
	
if
 
(
n
 
is
 
1
)
 
{

		
return
 
m
;

	
}

	
	
if
 
(
m
 
is
 
1
)
 
{

		
return
 
n
;

	
}

	
	 
for
 
(
i
 
=
 
1
;
 
i
 
lte
 
n
;
 
i
=
i
+
1
)
 
{

 
d
[
i
][
1
]
 
=
 
i
-
1
;

 
}

 
for
 
(
j
 
=
 
1
;
 
j
 
lte
 
m
;
 
j
=
j
+
1
)
 
{

 
d
[
1
][
j
]
 
=
 
j
-
1
;

 
}

	
	
for
 
(
i
 
=
 
2
;
 
i
 
lte
 
n
;
 
i
=
i
+
1
)
 
{

 
s_i
 
=
 
Mid
(
s
,
i
-
1
,
1
);

	 
for
 
(
j
 
=
 
2
;
 
j
 
lte
 
m
;
 
j
=
j
+
1
)
 
{

 	
t_j
 
=
 
Mid
(
t
,
j
-
1
,
1
);

		
if
 
(
s_i
 
is
 
t_j
)
 
{

 
cost
 
=
 
0
;

 
}

 
else
 
{

 
cost
 
=
 
1
;

 
}

		
d
[
i
][
j
]
 
=
 
min
(
d
[
i
-
1
][
j
]
+
1
,
 
d
[
i
][
j
-
1
]
+
1
);

		
d
[
i
][
j
]
 
=
 
min
(
d
[
i
][
j
],
 
d
[
i
-
1
][
j
-
1
]
 
+
 
cost
);

 
}

 
}

	
 
return
 
d
[
n
][
m
];

}

</cfscript>

```

## Aplicacions
- El projecte ASJP Arxivat 2014-01-27 a Wayback Machine. utilitza la distància de Levenshtein total en una llista de paraules de diferents llengües del món, per a mesurar la similitud o proximitat d'aquestes. Amb aquesta distància calculada es proposa una classificació filogenètica temptativa de les llengües del món.[1]
- La distància de Damerau-Levenshtein és una generalització de la distància de Levenshtein utilitzada pels correctors ortogràfics i en la detecció de fraus en llistes de dades.